# Polyscias borbonica
Polyscias borbonica är en araliaväxtart som beskrevs av Wessel Marais. Polyscias borbonica ingår i släktet Polyscias och familjen Araliaceae. Inga underarter finns listade.